# Шишечниковые
Шишечниковые (лат. Monocentridae) — небольшое семейство лучепёрых рыб из отряда Trachichthyiformes.  Водятся в тропических и субтропических водах Индийского и Тихого океанов. Популярны у аквариумистов, но считаются дорогими и сложными в уходе.

## Внешний вид
Короткое, толстое тело, покрытое крупными и жёсткими чешуйками с сильным гребнем и шипом.
Обычный окрас — от жёлтого до оранжевого. Обладают биолюминесцентными органами — фотофорами.
Самый крупный представитель вида — австралийский шишечник, достигающий 20 с лишним сантиметров в длину.

## Классификация
Семейство состоит из 4 видов и 2 родов:
- Род Cleidopus
  - Cleidopus gloriamaris De Vis, 1882 — Австралийский шишечник
- Род Monocentris
  - Monocentris japonica (Houttuyn, 1782) — Японский шишечник
  - Monocentris neozelanicus (Powell, 1938) — Новозеландский шишечник
  - Monocentris reedi Schultz, 1956 — Чилийский шишечник